# العلاقات الصينية السنغافورية
العلاقات الصينية السنغافورية هي العلاقات الثنائية التي تجمع بين الصين وسنغافورة.

## مقارنة بين البلدين
هذه مقارنة عامة ومرجعية للدولتين:
| وجه المقارنة                                              | الصين                    | سنغافورة                                                             |
| --------------------------------------------------------- | ------------------------ | -------------------------------------------------------------------- |
| المساحة (كم2)                                             | 9.60 مليون               | 719                                                                  |
| عدد السكان (نسمة)                                         | 1.33 مليار               | 5.89 مليون                                                           |
| الكثافة السكانية (ن./كم²)                                 | 138.54                   | 819.19 ألف                                                           |
| العاصمة                                                   | بكين                     | سنغافورة                                                             |
| اللغة الرسمية                                             | اللغة الصينية القياسية   | لغة إنجليزية، اللغة الملايو، اللغة الصينية القياسية، اللغة التاميلية |
| العملة                                                    | رنمينبي                  | دولار سنغافوري                                                       |
| الناتج المحلي الإجمالي (بليون دولار)                      | 12.24 تريليون            | 323.91 مليار                                                         |
| الناتج المحلي الإجمالي (تعادل القوة الشرائية) بليون دولار | 19.82 تريليون            | 472.59 مليار                                                         |
| الناتج المحلي الإجمالي الاسمي للفرد دولار أمريكي          | 8.03 ألف                 | 52.89 ألف                                                            |
| الناتج المحلي الإجمالي للفرد دولار أمريكي                 | 13.21 ألف                | 82.76 ألف                                                            |
| مؤشر التنمية البشرية                                      | 0.728                    | 0.925                                                                |
| رمز المكالمات الدولي                                      | +86                      | +65                                                                  |
| رمز الإنترنت                                              | .cn، .中国 ‏، .中國 ‏      | .sg                                                                  |
| المنطقة الزمنية                                           | توقيت الصين، ت ع م+08:00 | ت ع م+08:00، توقيت سنغافورة المنسق ‏                                  |

## منظمات دولية مشتركة
يشترك البلدان في عضوية مجموعة من المنظمات الدولية، منها:
| علم المنظمة | اسم المنظمة                                      | تاريخ انضمام الصين | تاريخ انضمام سنغافورة |
| ----------- | ------------------------------------------------ | ------------------ | --------------------- |
|             | بنك التنمية الآسيوي                              | 1986               | 1966                  |
|             | وكالة ضمان الاستثمار متعدد الأطراف               | 30 أبريل 1988      | 24 فبراير 1998        |
|             | الأمم المتحدة                                    | 25 أكتوبر 1971     | 21 سبتمبر 1965        |
|             | منظمة حظر الأسلحة الكيميائية                     | ?                  | ?                     |
|             | منظمة التجارة العالمية                           | 11 ديسمبر 2001     | ?                     |
|             | منظمة الشرطة الجنائية الدولية                    | ?                  | ?                     |
|             | مؤسسة التنمية الدولية                            | 24 سبتمبر 1960     | 27 سبتمبر 2002        |
|             | يونسكو                                           | 4 نوفمبر 1946      | 8 أكتوبر 2007         |
|             | الاتحاد البريدي العالمي                          | ?                  | ?                     |
|             | البنك الدولي للإنشاء والتعمير                    | 27 ديسمبر 1945     | 3 أغسطس 1966          |
|             | منتدى آسيان الإقليمي ‏                            | ?                  | ?                     |
|             | المنظمة الهيدروغرافية الدولية                    | ?                  | ?                     |
|             | الاتحاد الدولي للاتصالات                         | 1 سبتمبر 1920      | 22 أكتوبر 1965        |
|             | مؤسسة التمويل الدولية                            | 15 يناير 1969      | 4 سبتمبر 1968         |
|             | المركز الدولي لتسوية المنازعات الاستشارية        | 6 فبراير 1993      | 13 نوفمبر 1968        |
|             | منتدى التعاون الاقتصادي لدول آسيا والمحيط الهادئ | 2 أكتوبر 1991      | 6 نوفمبر 1989         |

## أعلام
هذه قائمة لبعض الشخصيات التي تربطها علاقات بالبلدين:
- غونغ لي (31 ديسمبر 1965[22][23] – )

## وصلات خارجية
- موقع وزارة الخارجية الصينية
- موقع وزارة الخارجية السنغافورية